# Lekkoatletyka na Letnich Igrzyskach Olimpijskich 1928 – bieg na 800 m mężczyzn
Bieg na 800 metrów mężczyzn był jedną z konkurencji rozgrywanych podczas VIII Letnich Igrzysk Olimpijskich. Biegi zostały rozegrane w dniach 29 – 31 lipca 1928 roku na Stadionie Olimpijskim w Amsterdamie.

## Terminarz
| Data          |            |
| ------------- | ---------- |
| 29 lipca 1928 | Eliminacje |
| 30 lipca 1928 | Półfinały  |
| 31 lipca 1928 | Finał      |

## Eliminacje
Z każdego z 8 biegów do półfinałów awansowało trzech pierwszych zawodników. Do finału z każdego z półfinałów awansowało trzech pierwszych zawodników. Do finału z każdego półfinałów awansowało trzech pierwszych zawodników.

## Wyniki

### Eliminacje

#### Bieg 1
| Poz. | Zawodnik            | Reprezentacja     | Czas   | Uwagi |
| ---- | ------------------- | ----------------- | ------ | ----- |
| 1.   | Alex Wilson         | Kanada            | 1:59,2 | Q     |
| 2.   | Erik Byléhn         | Szwecja           | 1:59,8 | Q     |
| 3.   | John Sittig         | Stany Zjednoczone | 2:00,6 | Q     |
| 4.   | Guus Zeegers        | Holandia          | b.d    |       |
| 5.   | Gérald Bertheloot   | Belgia            | b.d    |       |
| 6.   | Vasileios Stavrinos | Grecja            | b.d    |       |
| 7.   | Louis Schmit        | Luksemburg        | b.d    |       |

#### Bieg 2
| Poz. | Zawodnik       | Reprezentacja   | Czas   | Uwagi |
| ---- | -------------- | --------------- | ------ | ----- |
| 1.   | Otto Peltzer   | Niemcy          | 1:57,4 | Q     |
| 2.   | Brant Little   | Kanada          | 1:57,8 | Q     |
| 3.   | Wilfrid Tatham | Wielka Brytania | 1:58,2 | Q     |
| 4.   | Adriaan Paulen | Holandia        | b.d    |       |
| 5.   | William Whyte  | Australia       | b.d    |       |
| 6.   | Albert Larsen  | Dania           | b.d    |       |

#### Bieg 3
| Poz. | Zawodnik           | Reprezentacja     | Czas   | Uwagi |
| ---- | ------------------ | ----------------- | ------ | ----- |
| 1.   | Jean Keller        | Francja           | 1:59,0 | Q     |
| 2.   | Paul Martin        | Szwajcaria        | 1:59,4 | Q     |
| 3.   | Ray Watson         | Stany Zjednoczone | 1:59,6 | Q     |
| 4.   | Max Tarnogrocki    | Niemcy            | 1:59,9 |       |
| 5.   | Alfonso García     | Meksyk            | b.d    |       |
| 6.   | Andries Hoogerwerf | Holandia          | b.d    |       |
| 7.   | Antonios Mangos    | Grecja            | b.d    |       |

#### Bieg 4
| Poz. | Zawodnik            | Reprezentacja     | Czas   | Uwagi |
| ---- | ------------------- | ----------------- | ------ | ----- |
| 1.   | Georges Baraton     | Francja           | 2:03,4 | Q     |
| 2.   | Earl Fuller         | Stany Zjednoczone | 2:03,8 | Q     |
| 3.   | Olaf Strand         | Norwegia          | 2:03,8 | Q     |
| 4.   | Ettore Tavernari    | Włochy            | b.d    |       |
| 5.   | Philippe Coenjaerts | Belgia            | b.d    |       |
| 6.   | Harry Houghton      | Wielka Brytania   | b.d    |       |

#### Bieg 5
| Poz. | Zawodnik          | Reprezentacja     | Czas   | Uwagi |
| ---- | ----------------- | ----------------- | ------ | ----- |
| 1.   | Lloyd Hahn        | Stany Zjednoczone | 1:56,8 | Q     |
| 2.   | Hermann Engelhard | Niemcy            | 1:57,0 | Q     |
| 3.   | Vilém Šindler     | Czechosłowacja    | 1:57,0 | Q     |
| 4.   | René Féger        | Francja           | b.d    |       |
| 5.   | Jack Walter       | Kanada            | b.d    |       |
| 6.   | Charles Stuart    | Australia         | b.d    |       |

#### Bieg 6
| Poz. | Zawodnik           | Reprezentacja   | Czas   | Uwagi |
| ---- | ------------------ | --------------- | ------ | ----- |
| 1.   | Serafín Dengra     | Argentyna       | 2:01,2 | Q     |
| 2.   | Douglas Lowe       | Wielka Brytania | 2:02,2 | Q     |
| 3.   | Guido Cominotto    | Włochy          | 2:02,4 | Q     |
| 4.   | Ömer Besim Koşalay | Turcja          | b.d    |       |
| 5.   | László Magdics     | Węgry           | DNS    |       |

#### Bieg 7
| Poz. | Zawodnik          | Reprezentacja  | Czas   | Uwagi |
| ---- | ----------------- | -------------- | ------ | ----- |
| 1.   | Séra Martin       | Francja        | 1:58,8 | Q     |
| 2.   | László Barsi      | Węgry          | 1:59,0 | Q     |
| 3.   | Alfred Müller     | Niemcy         | 1:59,4 | Q     |
| 4.   | Adolf Kittel      | Czechosłowacja | 1:59,6 |       |
| 5.   | Feliks Malanowski | Polska         | 1:59,8 |       |
| 6.   | Gerry Coughlan    | Iralandia      | b.d    |       |
| 7.   | Joseph Murphy     | Indie          | b.d    |       |

#### Bieg 8
| Poz. | Zawodnik         | Reprezentacja   | Czas   | Uwagi |
| ---- | ---------------- | --------------- | ------ | ----- |
| 1.   | Phil Edwards     | Kanada          | 1:59,4 | Q     |
| 2.   | Ralph Starr      | Wielka Brytania | 1:59,8 | Q     |
| 3.   | Norman McEachern | Irlandia        | 1:59,8 | Q     |
| 4.   | Leopoldo Ledesma | Argentyna       | b.d    |       |
| 5.   | Lucílo Iturbe    | Meksyk          | b.d    |       |
| 6.   | Joaquín Miquel   | Hiszpania       | 2:03,2 |       |

### Półfinały

#### Bieg 1
| Poz. | Zawodnik         | Reprezentacja     | Czas   | Uwagi |
| ---- | ---------------- | ----------------- | ------ | ----- |
| 1.   | Earl Fuller      | Stany Zjednoczone | 1:55,6 | Q     |
| 2.   | Douglas Lowe     | Wielka Brytania   | 1:55,8 | Q     |
| 3.   | Jean Keller      | Francja           | 1:56,0 | Q     |
| 4.   | László Barsi     | Węgry             | 1:56,2 |       |
| 5.   | Otto Peltzer     | Niemcy            | 1:56,3 |       |
| 6.   | Alex Wilson      | Kanada            | 1:57,1 |       |
| 7.   | Vilém Šindler    | Czechosłowacja    | b.d    |       |
| –    | Norman McEachern | Irlandia          | DNF    |       |

#### Bieg 2
| Poz. | Zawodnik          | Reprezentacja     | Czas   | Uwagi |
| ---- | ----------------- | ----------------- | ------ | ----- |
| 1.   | Erik Byléhn       | Szwecja           | 1:55,6 | Q     |
| 2.   | Ray Watson        | Stany Zjednoczone | 1:56,8 | Q     |
| 3.   | Hermann Engelhard | Niemcy            | 1:56,8 | Q     |
| 4.   | Brant Little      | Kanada            | 1:57,6 |       |
| 5.   | Ralph Starr       | Wielka Brytania   | b.d    |       |
| 6.   | Guido Cominotto   | Włochy            | b.d    |       |
| 7.   | Serafín Dengra    | Argentyna         | b.d    |       |
| –    | Georges Baraton   | Francja           | DNS    |       |

#### Bieg 3
| Poz. | Zawodnik       | Reprezentacja     | Czas   | Uwagi |
| ---- | -------------- | ----------------- | ------ | ----- |
| 1.   | Lloyd Hahn     | Stany Zjednoczone | 1:52,6 | Q     |
| 2.   | Phil Edwards   | Kanada            | 1:52,8 | Q     |
| 3.   | Séra Martin    | Francja           | 1:53,0 | Q     |
| 4.   | Paul Martin    | Szwajcaria        | 1:53,3 |       |
| 5.   | John Sittig    | Stany Zjednoczone | 1:53,4 |       |
| 6.   | Alfred Müller  | Niemcy            | 1:53,8 |       |
| 7.   | Wilfrid Tatham | Wielka Brytania   | b.d    |       |
| 8.   | Olaf Strand    | Norwegia          | 1:59,9 |       |

### Finał
| Poz. | Zawodnik          | Reprezentacja     | Czas   | Uwagi |
| ---- | ----------------- | ----------------- | ------ | ----- |
| 1.   | Douglas Lowe      | Wielka Brytania   | 1:51,8 | OR    |
| 2.   | Erik Byléhn       | Szwecja           | 1:52,8 |       |
| 3.   | Hermann Engelhard | Niemcy            | 1:53,2 |       |
| 4.   | Phil Edwards      | Kanada            | 1:54,0 |       |
| 5.   | Lloyd Hahn        | Stany Zjednoczone | 1:54,2 |       |
| 6.   | Séra Martin       | Francja           | 1:54,6 |       |
| 7.   | Earl Fuller       | Stany Zjednoczone | 1:55,0 |       |
| 8.   | Jean Keller       | Francja           | 1:57,0 |       |
| 9.   | Ray Watson        | Stany Zjednoczone | 2:03,0 |       |